# Martín Velásquez (futbolista)
Martín Ignacio Velásquez Mardones (Talcahuano, Región del Biobío, Chile, 3 de marzo de 2003), es un futbolista profesional chileno. Juega de mediocampista ofensivo y su equipo actual es Huachipato de la Primera División de Chile.

## Trayectoria

### Inicios
Se formaría como futbolista profesional en las inferiores del Club Deportivo Huachipato, destacando al ganar el Campeonato de Proyección frente a la Universidad de Chile y clasificando a la Copa Libertadores Sub-20 de 2023.

### Huachipato
Sus pasos por las inferiores y su consagración en el Campeonato de Proyección y posterior participación en la Copa Libertadores Sub-20 le darían la oportunidad de ser considerado en el primer equipo, siendo un revulsivo en el mediocampo, compitiendo con Javier Altamirano, Brayan Palmezano, Carlos Lobos y Carlo Villanueva en el puesto, además de contar con figuras consolidadas como Claudio Sepúlveda y Gonzalo Montes, teniendo la difícil tarea de desarrollarse en uno de los mediocampo más completo de la temporada 2023 de la Primera División.

## Estadísticas
| Club                | Div.                | Temporada           | Liga  | Liga  | Copas nacionales | Copas nacionales | Torneos internacionales | Torneos internacionales | Total | Total |
| Club                | Div.                | Temporada           | Part. | Goles | Part.            | Goles            | Part.                   | Goles                   | Part. | Goles |
| ------------------- | ------------------- | ------------------- | ----- | ----- | ---------------- | ---------------- | ----------------------- | ----------------------- | ----- | ----- |
| Huachipato · Chile  | 1.ª                 | 2023                | 0     | 0     | 1                | 0                | —                       | —                       | 1     | 0     |
| Huachipato · Chile  | 1.ª                 | 2024                | 0     | 0     | 0                | 0                | —                       | —                       | 0     | 0     |
| Huachipato · Chile  | Total club          | Total club          | 0     | 0     | 1                | 0                | 0                       | 0                       | 1     | 0     |
| Total en su carrera | Total en su carrera | Total en su carrera | 0     | 0     | 1                | 0                | 0                       | 0                       | 1     | 0     |
| 1. 2.               |                     |                     |       |       |                  |                  |                         |                         |       |       |

## Palmarés
| Título           | Club       | País  | Año  |
| ---------------- | ---------- | ----- | ---- |
| Primera División | Huachipato | Chile | 2023 |